# Kostanjevica na Krki
Kostanjevica na Krki je grad i središte istoimene općine u istočnoj Sloveniji u blizini granice s Hrvatskom. Grad pripada pokrajini Dolenjskoj i statističkoj regiji Donjoposavskoj. Glavni dio grada leži na umjetnome riječnome otoku na rijeci Krki.

## Stanovištvo
Prema popisu stanovništva iz 2002. godine Kostanjevica na Krki je imao 751 stanovnika.

## Vanjske poveznice
- Službena stranica općine
- Satelitska snimka grada  Arhivirana inačica izvorne stranice od 29. srpnja 2017. (Wayback Machine)